# Vlastimil Sehnal
Vlastimil Sehnal (* 27. února 1959 Brno) je český politik a podnikatel, v letech 2004 až 2010 senátor za obvod č. 49 – Blansko, v roce 1990 poslanec Sněmovny lidu Federálního shromáždění za Občanské fórum, v letech 2000 až 2006 starosta obce Lipůvka na Blanensku, bývalý člen ODS. V letech 2017 až 2019 předsedal hnutí SPORTOVCI.

## Vzdělání, profese a rodina
Vyučil se v oboru zemědělec – mechanizátor. Podniká od roku 1988. Patřil mezi první soukromé podnikatele, kteří svou živnost spustili ještě před listopadem 1989. Vlastnil malý autoservis. Profesně je k roku 1990 uváděn jako soukromý podnikatel – automechanik, bytem Lipůvka.
Má tři děti.

## Politická kariéra
V listopadu 1989 se zapojil do budování Občanského fóra. 19. listopadu 1989 se účastnil roznášení letáků v Blansku a byl ještě krátce na několik hodin zadržen Státní bezpečností. Večer byl propuštěn a odjel do Prahy, kde se zapojil do činnosti OF. Jako aktivista Občanského fóra se zúčastňoval výjezdů do regionů, kde přesvědčoval veřejnost i nutnosti politických změn.
V lednu 1990 zasedl v rámci procesu kooptací do Federálního shromáždění po sametové revoluci do Sněmovny lidu (volební obvod č. 88 – Blansko, Jihomoravský kraj) jako bezpartijní poslanec, respektive poslanec za Občanské fórum. Ve Federálním shromáždění setrval do svobodných voleb roku 1990. Po rozkladu Občanského fóra v roce 1991 přešel do nově ustavené Občanské demokratické strany.
Od roku 1994 byl trvale členem zastupitelstva obce Lipůvka za ODS, kam byl zvolen v komunálních volbách roku 1994 a opětovně ve volbách roku 1998, volbách roku 2002, volbách roku 2006 a volbách roku 2010. V letech 2000–2006 byl navíc starostou Lipůvky. Ve volbách v roce 2014 již nekandidoval.
Byl rovněž aktivní jako sportovní podnikatel a funkcionář. V období let 2003–2005 zastával post předsedy představenstva fotbalového klubu 1. FC BRNO a.s.. Působí ve firmách BALADOR BRNO, BALADOR–ESTE a BALADOR EKO.
V roce 2004 se stal senátorem za senátní obvod č. 49 – Blansko, když jej v prvním kole porazila komunistická poslankyně Zuzka Bebarová-Rujbrová v poměru 23,59 % ku 21,22 % hlasů. Sehnal však počet hlasů dokázal ve druhém kole zvrátit a vyhrál se ziskem 54,76 % všech platných hlasů. V horní komoře byl členem Výboru pro zahraniční věci, obranu a bezpečnost. Ve volbách 2010 svůj mandát v senátu neobhajoval.
Před krajskými volbami roku 2008 měl údajně médiím poskytnout nahrávku, ve které se snažil zkompromitovat svého stranického kolegu a kandidáta na hejtmana Jihomoravského kraje Milana Venclíka tím, že ho obviňoval ze ztráty peněz, které měly putovat do stranické pokladny od vlivných podnikatelů.
Po odchodu z vrcholné politiky se jeho jméno objevilo výrazněji v roce 2012. V květnu toho roku oznámil, že zahajuje hladovku na protest proti věznění bývalé ukrajinské premiérky Julije Tymošenkové. Později přestal být členem ODS. V polovině roku 2017 založil hnutí SPORTOVCI a stal se jeho prvním předsedou.